# Plagiorhynchus rossicus
Plagiorhynchus rossicus är en hakmaskart som först beskrevs av Kostylev 1915.  Plagiorhynchus rossicus ingår i släktet Plagiorhynchus och familjen Plagiorhynchidae. Inga underarter finns listade i Catalogue of Life.